# رودني آشر
رودني آشر (بالإنجليزية: Rodney Ascher)‏ هو مخرج أفلام أمريكي معروف لفيلمه الوثائقي الذي أُصدِر عام 2012 باسم الغرفة 237.

## روابط خارجية
- رودني آشر على موقع IMDb (الإنجليزية)
- رودني آشر على موقع ديسكوغز (الإنجليزية)
- رودني آشر على موقع قاعدة بيانات الفيلم (الإنجليزية)